# The Unfinished Portrait
The Unfinished Portrait è un cortometraggio muto del 1915 diretto da Edward LeSaint.

## Produzione
Il film fu prodotto dalla Selig Polyscope Company.

## Distribuzione
Distribuito dalla General Film Company, il film - un cortometraggio in due bobine - uscì nelle sale cinematografiche statunitensi il 26 luglio 1915.